# 生活協同組合くまもと
生活協同組合くまもと（せいかつきょうどうくみあいくまもと）は、熊本県水俣市に本部を置く生活協同組合である。
「生活協同組合水光社」と「コープ熊本学校生活協同組合」が2014年（平成26年）4月1日に合併して発足した。

## 水光社の歴史
日本窒素肥料（新日本窒素を経て現チッソ、製造販売部門は現JNC）水俣工場消費組合として、1920年（大正9年）11月5日に設立されたのが始まりである。
事務6名と現場10名分の給料手当として月250円の補助を受けながるなど初期は会社側から手厚い支援を受けていた。
当時の日本では大手の化学会社となって同社の従業員数の伸びに影響されて組合員も増加して発展し、ブリヂストンタイヤや不二越などと並ぶ有力な職域生活協同組合となった。
1922年（大正11年）5月に「有限責任購買利用組合水光社」を設立して産業組合法による法人になり、1927年（昭和2年）に産業組合中央会熊本支部総会で優良組合として表彰された
第二次世界大戦末期の1945年（昭和20年）5月の空襲で店舗が全焼するなど大きな戦争被害を受け、組織を辛うじて維持して危機を凌いだ。
また、比較的健全な経営状態を続けていた他の有力な職域生活協同組合と同様に、当組合も戦前から戦争中の戦時配給統制の強化や企業整備による影響を受けて赤字に転落している。
終戦直後から一般物資の配給の受け皿として活動を再開。
1947年（昭和22年）4月からは新日本窒素水俣工場の配給業務を一元的に取り扱うようになると共に、同年には出資を増強することで店舗建設することを総代会で決定して実行に移すなど再建を加速させた。
1950年（昭和25年）には「生活協同組合水光社」に名称を変更し、昭和30年代後半には水俣の一般市民の過半数が利用して水俣市の市民の購買力の約半分を占めるようになった。
1981年（昭和56年）に大型店の影響で不振に陥っていた「やつしろ生活協同組合」への支援を始め、翌年1982年（昭和57年）6月に同組合を傘下に収めて八代市に進出した。
また、寿屋の経営破綻を受けて2002年（平成14年）に同社の水俣店を買収して翌年2003年（平成15年）に店舗を開設することになり、水俣市大黒町に「エムズシティ」を出店している。
2013年（平成25年）5月17日には、熊本市西区春日に食品スーパー「コープ春日」を開店して熊本市内に初めて店舗を開設した。

## コープ熊本学校生活協同組合の歴史
1948年（昭和23年）8月1日に熊本県下小中学校の教職員の福利厚生の向上を目的に「熊本県学校生活協同組合」を設立したのが始まりである。
2010年（平成22年）度の事業高は約54.04億円で、2012年（平成24年）3月末時点で組合員は6万6003人に達していた。

## 「生活協同組合くまもと」へ
2009年（平成21年）9月に「生活協同組合水光社」と「コープ熊本学校生活協同組合」で「連帯協議会」を設立して提携の検討を始め、2012年（平成24年）4月に合併する方向で手続きを始めることになった。
そして、2013年（平成25年）4月から共同購入事業で商品やカタログとシステムを統一することになり、合併に先行して事業統合が開始された。
2013年（平成25年）8月に両組合の理事長が合併契約書に調印し、2014年（平成26年）1月に熊本県知事から合併の認可を受けた。
2014年（平成26年）4月1日に、「生活協同組合水光社」と「コープ熊本学校生活協同組合」が合併して発足した。
発足時点では熊本県内では最大の生活協同組合であった。
2012年（平成24年）3月末時点の組合員数では「コープ熊本学校生活協同組合」は6万6003人で「生活協同組合水光社」の6万5630人を少し上回っていたが、一般企業の売上高に当たる事業高は2010年（平成22年）度で「生活協同組合水光社」が約116.23億円で「コープ熊本学校生活協同組合」の約54.04億円の2倍以上となっていた。
そうしたこともあり、本部は水俣市の旧水光社本部に置かれている。
2014年（平成26年）4月の合併時点では、組合員数約14万人で年間事業高約170億円であった。

## 年表
- 1920年（大正9年）11月5日[1] - 日本窒素肥料（新日本窒素を経て現チッソ）水俣工場消費組合を設立[5][6]。
- 1922年（大正11年）5月 - 「有限責任購買利用組合水光社」を設立し[5]、産業組合法による法人となる[1]。
- 1945年（昭和20年）5月 - 空襲で店舗が全焼[7]。
- 1947年（昭和22年）
  - 4月 - 新日本窒素水俣工場の配給業務を当組合に一元化[7]。
  - 出資を増強して店舗建設することを総代会で決定して実行[7]。
- 1948年（昭和23年）8月1日 - 「熊本県学校生活協同組合」を設立[13]。
- 1949年（昭和24年） - 現在の本店の場所に2階建の新店舗が完成。
- 1950年（昭和25年） - 「生活協同組合水光社」に名称変更[1]。
- 1981年（昭和56年） - 「生活協同組合水光社」が「やつしろ生活協同組合」への支援を開始[9]。
- 1982年（昭和57年）6月 - 「生活協同組合水光社」が「やつしろ生活協同組合」を傘下に収めて八代市に進出[9]。
- 1983年（昭和58年） - 立体駐車場ビル、ホームセンターが落成。
- 1992年（平成4年） - コープ九州事業連合に加入。
- 2003年（平成15年） - 水俣寿屋百貨店跡に出店、エムズシティ開店。
- 2013年（平成25年）
  - 4月 - 共同購入事業で商品やカタログとシステムを統一[14][15]。
  - 5月17日 - 「生活協同組合水光社」と「コープ熊本学校生活協同組合」が熊本市西区春日に「生活協同組合水光社」が食品スーパー「コープ春日」開店[12]。
- 2014年（平成26年）4月1日[4] - 「生活協同組合水光社」と「コープ熊本学校生活協同組合」が統合して生活協同組合くまもとに改名[2]。

## コープの配達 宅配事業支所
- 熊本北支所 - 熊本市北区植木町木留667
- 熊本東支所 - 上益城郡益城町古閑１７－１６5
- 熊本南支所 - 熊本市南区近見7-3-23
- 八代支所 - 八代市上片町1553-1
- 人吉球磨支所 - 球磨郡相良村大字柳瀬106-4
- 水俣支所 - 水俣市丸島町2-1-45
- 天草支所 - 天草市今釜新町3281-1

## 店舗

### 水光社本店
水俣市の中心部にある古賀町一丁目の南端に出店している。
ショッピングセンター業態の店舗。
| 階 | フロア概要 |
| -- | --- |
| 4F | 生活協同組合くまもと本部 |
| 3F | リビングとレストランのフロア 生活雑貨、台所用品、寝具、呉服、眼鏡、宝飾品、文具、玩具、書籍、輸入雑貨デリ、ファミリーレストラン |
| 2F | ファッションのフロア 婦人服、紳士服、子供服、肌着、靴下、靴、バッグ                                                             |
| 1F | 食品と化粧品のフロア' 生鮮食品、一般食品、生活雑貨、銘菓、銘店、土産、薬、生花、化粧品、総合案内所                              |

#### 別棟
- 水光社ホームセンター：水光社本店立体駐車場ビル1階に所在するホームセンター。
- 水光社酒センター
- 水光社米売場
- 水光社外商サロン

### エムズシティ
寿屋の経営破綻を受けて2002年（平成14年）に同社の水俣店を買収して翌年2003年（平成16年）に店舗を開設することになったものである
1981年（昭和56年）5月に開店した寿屋水俣店（6,043m2うち直営5,335m2）の時は水俣梅崎ビルであった。
寿屋水俣店が開店したことで人の流れが変わったと言われた。
当社のほか、ベスト電器水俣店やザ・ダイソーなどが出店している。

### その他の店舗

#### 食品スーパー

##### 水俣市
- 陣内店
- 八幡店
- 港町店

##### 津奈木町
- 津奈木店

##### 熊本市
- コープ春日店（西区春日7丁目[12]）
  - 2013年（平成25年）5月17日に開店した水光社の熊本市内第一号店[12]。
  - テナントとして、セリア、ヒライ、ベーカリー、クリーニング店、美容室、生花店が入居している[12]。
- コープ尾ノ上店（東区）
  - （旧）コープ熊本学校生活協同組合の店舗

##### 合志市
- コープ合志店
  - （旧）コープくまもとの店舗

#### 食品スーパー（小型店舗）
- ミニコープ宇土（宇土市）
- ミニコープ人吉（人吉市）
- ミニコープ天草（天草市）

## その他の主な事業
- 水光社ツーリスト：旅行代理店。
- コープサービスくまもと：ハウジング：家屋新築、改装など。保険事業。
- 水光社家庭会：催事、文化活動、文化教室などを実施。
- 水光社給油所：灯油販売所。